# イワガニ
イワガニ（岩蟹、Pachygrapsus crassipes ）は、イワガニ科に分類されるカニの一種。外洋に面した岩礁海岸に生息するカニで、水辺を素早く走り回る。

## 分布

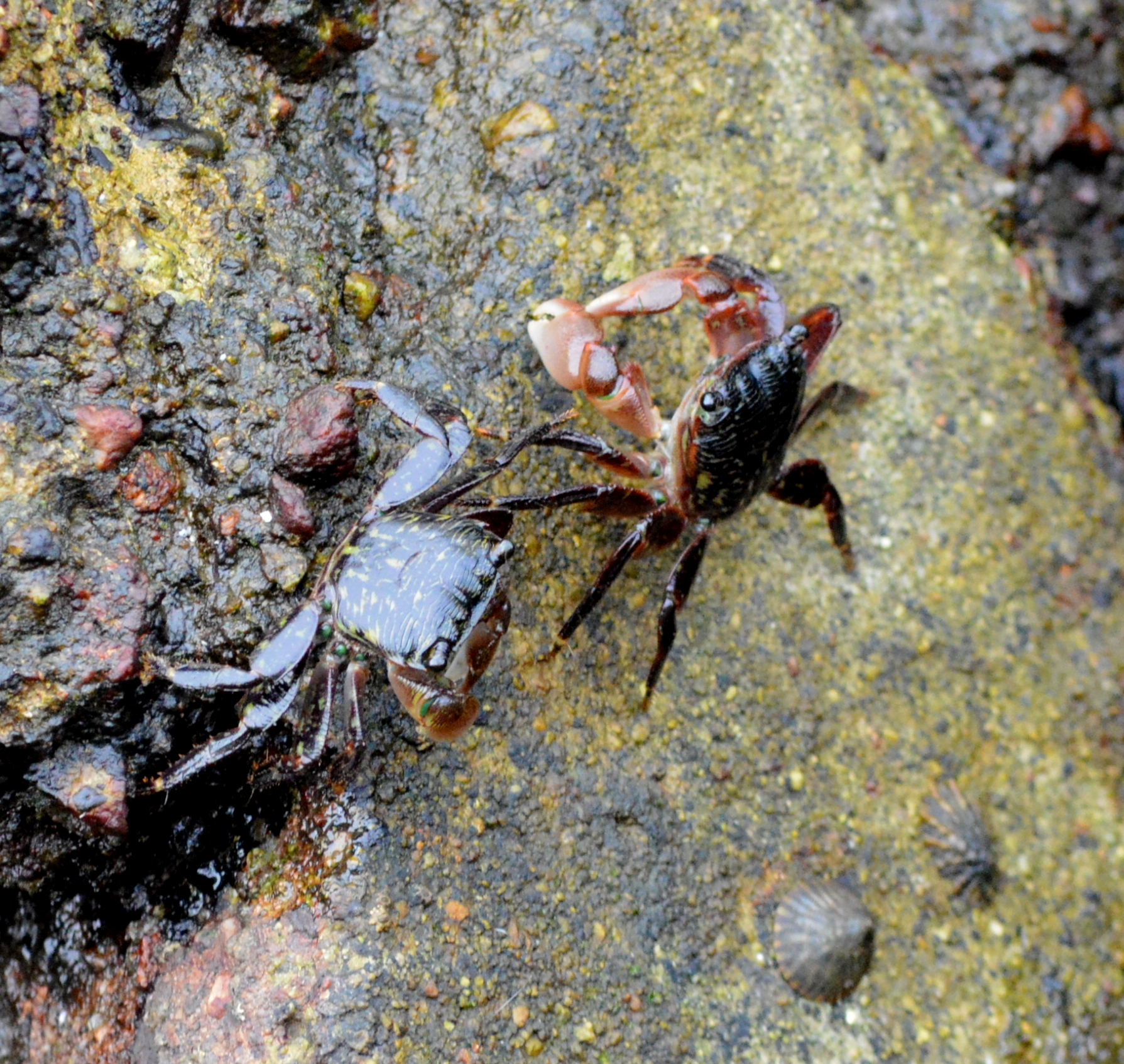
カリフォルニア州レドンドビーチ市のキングハーバー・マリーナ&ピアにて撮影（2014年）

日本では北海道以南の各地に分布し、日本以外では朝鮮半島、ハワイ諸島、ガラパゴス諸島、オレゴン州以南の北アメリカ太平洋岸に分布する。これまで日本の分布は自然分布ではなく北アメリカから移入してきた外来種と考える説もあったが、ミトコンドリアDNAのハプロタイプ分析により遺伝的な分化の時代を確認したところ、太平洋西岸（アジア）と東岸（北米）の集団が分岐した年代は80万年から120万年前の更新世であることが判明し、自然分布であることが明らかになっている。

## 特徴

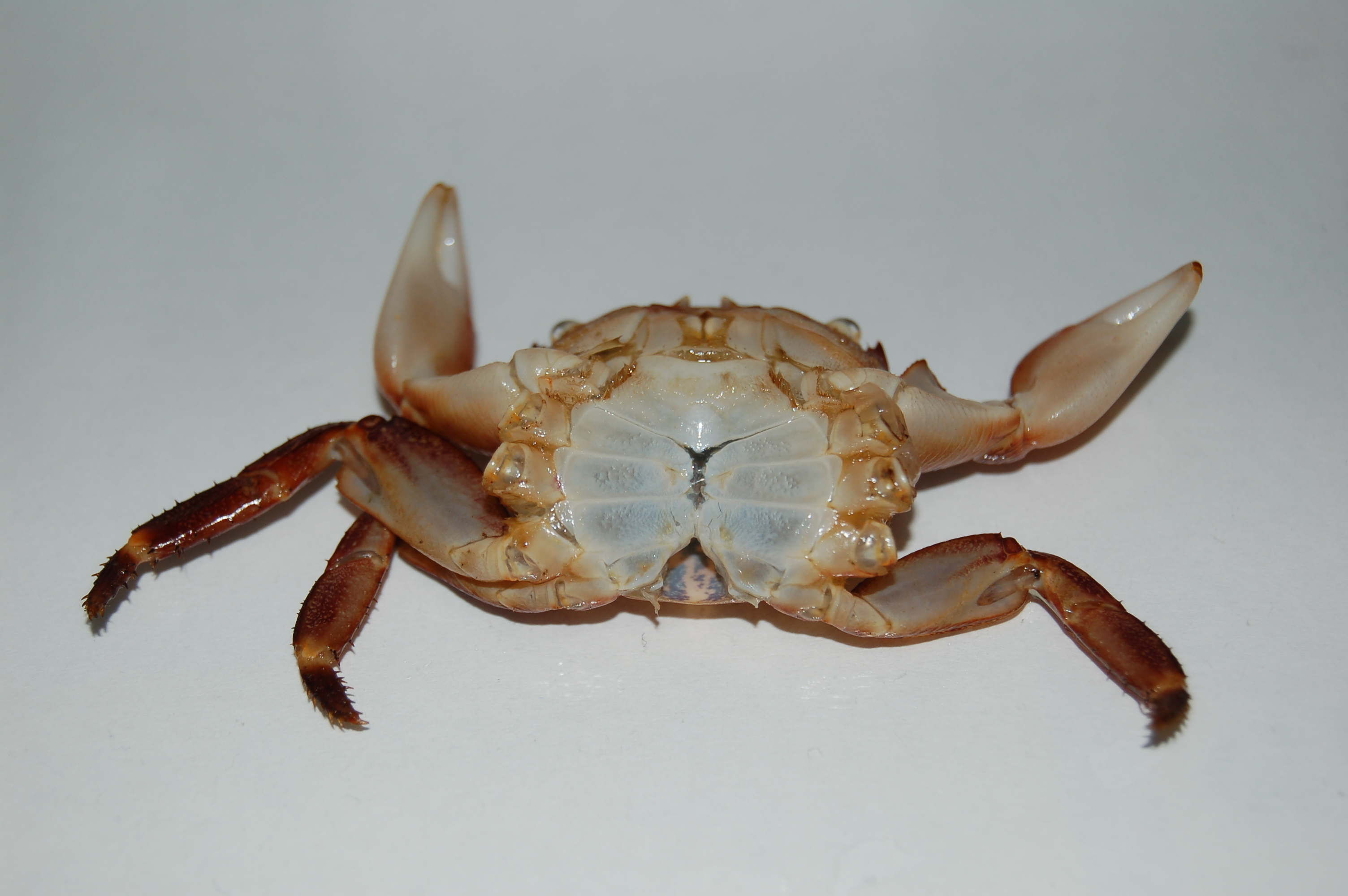
イワガニの抜け殻

甲幅は3.5cmほどで、メスよりオスの方が大きい。体は黒緑色の硬い甲羅に覆われ、各所に緑褐色の斑点がある。鋏脚は紫色をしている。外見はイソガニに似るが、甲羅に細かい横しわがあること、歩脚に横しま模様がなく、剛毛が生えていること、あまり水に入らず陸上を走り回ることなどで区別する。
外洋性の岩礁海岸に生息し、波打ち際の岩場を走り回る。食性は雑食性で、フナムシや小魚を捕食するが、海藻も食べる。
敵が来るとすばやく岩の隙間やタイドプールの中に逃げ込む。あまり海中に入らないが、カクベンケイガニやアカテガニほど水を嫌うわけではない。敵に追いかけられて逃げ場を失うと海にダイビングすることもある。人が岩場に立つと岩の隙間からこちらの様子をじっとうかがっていることが多く、危険がないと見るやあちこちからわらわらと出てくることが多い。
天敵はタコ、海鳥等

## 食材
人により味噌汁などで食用にするが、良い出汁がでる為パスタソース等にも用いられる。

身は少なく食用には向かないが、濃厚な蟹の風味が楽しめる。

ペスカトーレなどや魚介類を使用するイタリア料理に利用されることも多い。